# Верхний Мост
Верхний Мост — деревня (ранее — село) в Порховском районе Псковской области России. Входит в состав Славковской волости. Ранее являлось административным центром сельского поселения «Верхнемостская волость».

## География
Находится в восточной части региона, в западной части района, в пределах Прибалтийской низменности, в зоне хвойно-широколиственных лесов, на реке Черёха, приблизительно в 100 километрах от города Пскова и в 59 км к юго-западу от города Порхова.

### Климат
Климат характеризуется как умеренно континентальный, влажный, с умеренно мягкой зимой и относительно тёплым летом. Среднегодовая температура — 4,4 °C. Средняя многолетняя температура самого холодного месяца (января) составляет −8 °С, средняя температура самого тёплого (июля) — 17,3 °С. Период активной вегетации растений (с температурой выше 10°С) составляет 130 дней Среднегодовое количество осадков — около 725 мм, из которых 70 % выпадает в тёплый период. Снежный покров держится около 125—130 дней.

## История
На карте Псковской губернии 1888 года обозначена как Погост Верхний Мост.
В 1941—1944 гг. местность находилась под фашистской оккупацией войсками Гитлеровской Германии.
Верхний Мост в советские и в первые постсоветские годы возглавляла Верхнемостский сельсовет, который Постановлением Псковского областного Собрания депутатов от 26 января 1995 года переименован в Верхнемостскую волость.
Законом Псковской области от 30 марта 2015 года Верхнемостская волость была упразднена и село Верхний Мост включено в состав Славковской волости.

## Население
| 2001 | 2002 | 2010 |
| ---- | ---- | ---- |
| 494  | ↘459 | ↘432 |

### Национальный и гендерный состав
Согласно результатам переписи 2002 года, в национальной структуре населения русские составляли 97 % от общей численности в 459 чел..

## Инфраструктура
Функционирует средняя школа, детсад, есть магазин, клуб, библиотека, музей, бензозаправка, лесопилка, медицинский пункт, отделение Почты России, Сбербанка.

## Достопримечательности
В селе находится памятник архитектуры — Церковь Николая Чудотворца XVII века постройки, ныне действующая.

## Транспорт
Остановка общественного транспорта «Верхний Мост».